# Behrensia suffusa
Behrensia suffusa là một loài bướm đêm trong họ Noctuidae.